# Équipe du Canada de hockey sur glace au Championnat du monde féminin 2008
L'équipe du Canada féminine de hockey sur glace remporte la médaille d'argent au championnat du monde féminin de hockey sur glace 2008. 

## Contexte
Le Championnat du monde est disputé entre le 4 avril 2008 et le 12 avril 2008 à Harbin en Chine.

## Alignement

### Joueuses
| Numéro | Nom                  | Position   | Date de naissance | Équipe                   | PJ | B | A | Pts | Pun | Participation |
| ------ | -------------------- | ---------- | ----------------- | ------------------------ | -- | - | - | --- | --- | ------------- |
| 2      | Agosta, Meghan       | Attaquante | 12 février 1987   | Lakers de Mercyhurst     | 5  | 3 | 0 | 3   | 8   | 2e            |
| 3      | MacLeod, Carla       | Défenseur  | 16 juin 1982      | Oval X-Treme de Calgary  | 5  | 1 | 3 | 4   | 2   | 3e            |
| 4      | Kellar, Becky        | Défenseur  | 1er janvier 1975  | Barracudas de Burlington | 5  | 1 | 4 | 5   | 0   | 5e            |
| 5      | Sostorics, Colleen   | Défenseur  | 17 décembre 1979  | Oval X-Treme de Calgary  | 5  | 0 | 2 | 2   | 10  | 5e            |
| 6      | Johnston, Rebecca    | Attaquante | 24 septembre 1989 | Big Red de Cornell       | 5  | 0 | 0 | 0   | 0   | 1re           |
| 7      | Piper, Cherie        | Attaquante | 29 juin 1981      | Chiefs de Mississauga    | 5  | 2 | 6 | 8   | 0   | 3e            |
| 8      | Weatherston, Katie   | Attaquante | 6 avril 1983      | Stars de Montréal        | 5  | 2 | 0 | 2   | 2   | 2e            |
| 9      | Ferrari, Gillian     | Défenseur  | 23 juin 1980      | Oval X-Treme de Calgary  | 5  | 0 | 1 | 1   | 2   | 3e            |
| 10     | Apps, Gillian        | Attaquante | 2 novembre 1983   | Thunder de Brampton      | 5  | 1 | 0 | 1   | 8   | 4e            |
| 12     | Mikkelson, Meaghan   | Défenseur  | 4 janvier 1985    | Chimos d'Edmonton        | 5  | 0 | 0 | 0   | 2   | 1re           |
| 13     | Ouellette, Caroline  | Attaquante | 25 mai 1979       | Whitecaps du Minnesota   | 5  | 2 | 4 | 6   | 4   | 6e            |
| 16     | Hefford, Jayna       | Attaquante | 14 mai 1977       | Thunder de Brampton      | 5  | 3 | 5 | 8   | 8   | 6e            |
| 17     | Botterill, Jennifer  | Attaquante | 1er mai 1979      | Chiefs de Mississauga    | 5  | 4 | 4 | 8   | 4   | 6e            |
| 22     | Wickenheiser, Hayley | Attaquante | 12 août 1978      | Oval X-Treme de Calgary  | 5  | 3 | 6 | 9   | 6   | 5e            |
| 24     | Bechard, Kelly       | Attaquante | 22 janvier 1978   | Oval X-Treme de Calgary  | 5  | 1 | 1 | 2   | 4   | 6e            |
| 26     | Vaillancourt, Sarah  | Attaquante | 8 mai 1985        | Crimson d'Harvard        | 5  | 4 | 2 | 6   | 8   | 3e            |
| 27     | Kingsbury, Gina      | Attaquante | 26 novembre 1981  | Oval X-Treme de Calgary  | 5  | 1 | 3 | 4   | 0   | 5e            |
| 34     | Collins, Delaney     | Défenseur  | 2 mai 1977        | Oval X-Treme de Calgary  | 5  | 0 | 1 | 1   | 4   | 5e            |

### Gardiennes de but
| Numéro | Nom               | Date de naissance | Équipe            | PJ | V | D | Min | BC | Moy  | Bl | A | Pts | Pun | Participation |
| ------ | ----------------- | ----------------- | ----------------- | -- | - | - | --- | -- | ---- | -- | - | --- | --- | ------------- |
| 32     | Labonté, Charline | 15 octobre 1982   | Université McGill | 3  | 1 | 1 | 139 | 3  | 1,30 | 1  | 0 | 0   | 0   | 3e            |
| 33     | Saint-Pierre, Kim | 14 décembre 1978  | Stars de Montréal | 3  | 2 | 1 | 160 | 7  | 2,63 | 0  | 0 | 0   | 0   | 6e            |

### Entraîneurs
| Poste                | Nom           | Équipe        |
| -------------------- | ------------- | ------------- |
| Entraîneur-chef      | Smith, Peter  | Hockey Canada |
| Assistant entraîneur | Jordan, Lisa  | Hockey Canada |
| Assistant entraîneur | Wilson, Nancy | Hockey Canada |

## Résultats
- Classement final au terme du tournoi[2] :  Médaille d'argent